# 乌恩切哈拉
乌恩切哈拉（Unchehara），是印度中央邦Satna县的一个城镇。总人口16662（2001年）。

## 人口
该地2001年总人口16662人，其中男性8671人，女性7991人；0—6岁人口2671人，其中男1391人，女1280人；识字率64.53%，其中男性为74.11%，女性为54.14%。